# 長崎県立佐世保南高等学校
長崎県立佐世保南高等学校（ながさきけんりつさせぼみなみこうとうがっこう, Nagasaki Prefectural Sasebo Minami High School）は、長崎県佐世保市日宇町にある県立の高等学校。通称「佐南（さなん）」、「南高（なんこう、みなみこう）」。
過去、総合選抜入試を行っていた佐世保三校のうちの一つである。

## 設置課程・学科
- 全日制課程
  - 普通科
    - ※2009年（平成21年）度までは、普通科の中に、難関大学を目指す文理混合コース（グローバルコース）と一般コースの二つがあったが、2010年（平成22年）度より文理混合コースが廃止となり、コースが一本化された。
    - 文理探究科

## 沿革

### 前身
旧制中学校（男子校）
- 長崎県立佐世保中学校
  - 1908年（明治41年） 8月1日 - 「長崎県立佐世保中学校」が佐世保市保立町10-1（現・佐世保市立清水小学校）[1]に設置。
  - 1909年（明治42年）4月17日 - 開校。（長崎県立佐世保中学校 創立記念日）
  - 1923年（大正12年）4月 - 佐世保市立夜間中学校を併設。
  - 1941年（昭和16年）8月 - 佐世保市日宇町2526番地（現在の佐世保南高校の所在地）へ移転。
  - 1947年（昭和22年）4月 - 学制改革で、新制高等学校の発足を1年後に控え、暫定措置として併設中学校を設置し、旧制中学校の2・3年生を収容。1年生の募集を停止。
  - 1948年（昭和23年）4月 - 学制改革により、「長崎県立佐世保第一高等学校」（男子校）となる。
- 長崎県立佐世保第二中学校
  - 1941年（昭和16年）4月 - 「長崎県立佐世保第二中学校」が開校。
  - 1947年（昭和22年）4月 - 学制改革で、新制高等学校の発足を1年後に控え、暫定措置として併設中学校を設置し、旧制中学校の2・3年生を収容。1年生の募集を停止。
  - 1948年（昭和23年）4月 - 学制改革により、「長崎県立佐世保第二高等学校」（男子校）となる。
- 佐世保市立東和中学校
  - 1940年（昭和15年）4月 - 「東和中学校」（私立）が永安恕によって中里（現・佐世保市立中里中学校）に創立。
  - 1947年（昭和22年）4月
    - 佐世保市へ移管され、「佐世保市立東和中学校」となる。
    - 学制改革で、新制高等学校の発足を1年後に控え、暫定措置として併設中学校を設置し、旧制中学校の2・3年生を収容。1年生の募集を停止。

  - 1948年（昭和23年）4月 - 学制改革により、「佐世保市立東和高等学校」（男子校）となる。

高等女学校
- 長崎県立佐世保高等女学校
  - 1912年（明治45年）4月 - 「長崎県立佐世保高等女学校」が開校。
  - 1947年（昭和22年）4月 - 学制改革で、新制高等学校の発足を1年後に控え、暫定措置として併設中学校を設置し、高等女学校の2・3年生を収容。1年生の募集を停止。
  - 1948年（昭和23年）4月 - 学制改革により、「長崎県立佐世保女子高等学校」となる。
- 佐世保市立成徳高等女学校
  - 1902年（明治35年）4月12日 -「私立佐世保女学校」が佐世保市八幡町に開校。創立者は山北トミ。佐世保市で初めての女学校であった。
  - 1912年（大正元年）8月 - 高等女学校令により、「私立成徳高等女学校」に改称。
  - 1919年（大正8年）6月 - 校名から私立を除き、「成徳高等女学校」に改称。
  - 1922年（大正11年）3月31日 - 佐世保市に移管され、「佐世保市立成徳高等女学校」と改称。
  - 1947年（昭和22年）4月 - 学制改革で、新制高等学校の発足を1年後に控え、暫定措置として併設中学校を設置し、高等女学校の2・3年生を収容。1年生の募集を停止。
  - 1948年（昭和23年）4月 - 学制改革により、「佐世保市立成徳高等学校」（女子校）となる。

### 開校
- 1948年（昭和23年）
  - 11月 - ニブロ米占領軍軍政部教育官の方針により、上記5校を統合の上、男女共学の「長崎県立佐世保北高等学校」と「長崎県立佐世保南高等学校」を設置することが決定[2]。なお、上記5校の併設中学校も佐世保北高等学校併設中学校と佐世保南高等学校併設中学校の2校に統合。
  - 12月24日 - 統合準備が完了。
- 1949年（昭和24年）
  - 2月1日 - 長崎県立佐世保南高等学校（全日制課程・通信教育部）の開校が認可される。
    - 校舎 - 旧制佐世保中学校のあった「日宇[3]校舎」（現在地）と、佐世保高等女学校のあった「白南風校舎」[4]を継承。

  - 3月31日 - 併設中学校を廃止。統合前の旧制5校が最後の卒業生を送り出して閉校。
  - 10月 - 職員・生徒から委員が選出され、校歌制定委員会が発足。歌詞は匿名での公募・審査・投票により選出。
  - 11月10日 - 歌詞が正式決定し、東京芸術大学教授・下総皖一に作曲を依頼。
- 1950年（昭和25年）
  - 3月1日 - 第2回卒業式（白南風校舎講堂）において校歌を正式発表。
  - 4月14日 - 長崎県立平戸高等学校[5]（現 長崎県立猶興館高等学校）から小値賀分校と宇久分校が移管される。
  - 4月30日 - 南松浦郡有川町の有川町立有川小学校に定時制の有川分校を設置。
- 1951年（昭和26年）12月25日 - 校舎を日宇校舎へ合併統合。白南風校舎は長崎県立佐世保商科短期大学（長崎県立大学の前身）へ移管。
- 1955年（昭和30年）4月1日 - 小値賀分校が独立し、長崎県立北松西高等学校（定時制課程）となる。宇久分校を移管。
- 1965年（昭和40年）4月 - 定員が1,800名（1学年12クラス、計36クラス）となる。
- 1971年（昭和46年）4月 - 早岐[6]分校（昼間二部定時制課程）を開校。当初はアツギナイロンKK工場を仮校舎に使用[7]。
- 1972年（昭和47年）
  - 2月3日 - 長崎県立佐世保西高等学校[8]の開校に伴い、佐世保三校の総合選抜試験が開始。
  - 10月17日 - 早岐分校、新校舎（田ノ浦町）に移転。
- 1978年（昭和53年）9月10日 - 創立30周年記念式典を挙行。
- 1980年（昭和55年）- 市内の定通[9]統廃合により、通信制を廃止。
- 1981年（昭和56年）
  - 3月31日 - 新体育館が完成。
  - 4月 - 男子制服の詰襟を黒から紺に変更。
- 1989年（平成元年）3月20日 - 国際交流文化館が完成。
- 1990年（平成2年）3月2日 - 早岐分校を閉校。
- 1994年（平成6年）3月30日 - 第二体育館が完成。校訓にちなみ「自彊館」と名づける。
- 1995年（平成7年）4月1日 - 総合選抜制度の一部改変に伴い、文科系コース、理科系コースを1学級ずつ設置し、生徒が直接出願できるようにした。推薦入試を開始。
- 1996年（平成8年）3月29日 - 音楽棟が完成。校訓にちなみ「和敬館」と名づける。
- 1998年（平成10年）10月16日 - 創立50周年記念式典を挙行。
  - 旧制佐世保中学校創立90年を記念し、玄関前に「長崎懸立佐世保中學校之碑」が建立。
  - 創立50周年記念事業の一環として、この塔は創立50周年記念事業の一環として時計塔を設置。
    - 協賛 - 同窓会、旧職員、現職員の協賛によって制作。
    - デザイン - 生徒の応募作品155点のイメージを総合し、教諭によって作成。
    - 刻文 -「時は今、未知なる時空へ」。生徒・教職員の応募128点の中の言葉を用いて創立記念委員会で決定し、書は第51回生によるもの。
    - 礎石 - 生徒全員が1人1個ずつ日宇川から持ち寄った石を使用。

- 2001年（平成13年） - 募集定員を320名（1学年8クラス）とする。
- 2002年（平成14年）
  - 3月 - この時の入試をもって、総合選抜試験を廃止。最後の総合選抜試験となった。
  - 4月 - 2学期制とする。
- 2003年（平成15年）
  - 3月 - 総合選抜制度廃止に伴い、単独選抜を開始。一般入試での面接試験を開始。
  - 4月 - 定員が960名（24クラス）となる。文科系コース、理科系コースを廃止し、文理混合コース2学級を設置。
- 2004年（平成16年）
  - 4月1日
    - 募集定員を280名（1学年7クラス）とする。
    - 文部科学省より、SELHi（Super English Language Highschool）に指定。（2006年度（平成18年度）末までの3年間）

  - 7月5日 - 早岐分校跡地に記念碑を建立。
- 2005年（平成17年）- アメリカ合衆国カリフォルニア州のビスタマリエタ高校と交換留学を開始。[10]
- 2006年（平成18年）4月 - 定員が840名（21クラス）となる。
- 2007年（平成19年）- 創立60周年記念式典を挙行。
  - 6月 - アメリカ合衆国コロラド州立ベアクリーク高校[11]、スモーキーヒル高校[12]の生徒が訪問。4泊5日間佐世保市に滞在、佐世保南高生宅でホームステイを行った。[10]
  - 9月15日 - 創立60周年記念事業の一環として「長崎県立佐世保南高等学校史料室」及び「長崎県立佐世保中学校同窓会史料室」を旧校舎西館の1階に開設。
- 2008年（平成20年）
  - 創立60周年（旧制佐世保中学校開校100周年）を迎える。
  - 3月17日 - 交換留学、ホームステイ等を続けてきたアメリカ合衆国カリフォルニア州 ビスタマリエタ校と姉妹校を締結。佐世保南高校で調印式を挙行。[10]
  - 3月 - 旧制佐世保中学校創立100周年を記念し、玄関前庭に「佐中健児ここに学ぶ」の碑が建立。
- 2009年（平成21年）
  - 3月21日 - 旧制県立佐世保中学校に一時在学していた[13]下村脩博士のノーベル化学賞受賞を記念し、佐世保南高等学校（旧制佐世保中学跡地）の庭園に、同窓生によって博士の顕彰碑が建立。下村博士来校の上、除幕式を挙行。[14]
  - 4月 - 募集定員を240名とする。育友会（PTA）会則を改正し、母の会の統合を決定。
- 2010年（平成22年）- 文理混合コースを廃止。
- 2022年（令和4年）4月1日 - 普通科6学級を、普通科4学級、文理探求科(仮称)2学級に改編予定[15]。

## 校訓
- 「自彊[16]自律」（自分に厳しく）
- 「和敬礼節」（礼儀正しく）

## 校章
- 柏の葉とMの文字を背景に「高」の文字（俗字体のはしご高）を置いている。
  - 柏の葉は「節操堅持」の精神を象徴し、Mは南（Minami）の頭文字を表現している。

## 校歌
- 作詞 - 校歌制定委員会（佐世保南高等学校 日宇校舎国語科教員 田原南軒）
- 作曲 - 下総皖一（東京芸術大学 教授）
  - 3番まであり、学校名は1番に「南高」で登場する。
  - 2番に「三星霜」という言葉があるが、「星霜」（せいそう／せいぞう）とは星が1年に天を1周し、霜は毎年降ることから、「歳月」、「年月」という意味である。つまり、三星霜とは、高校在学中の三年間という意味である。

### 応援歌
- 第一から第四まである。
  - 校歌・第一応援歌の歌詞は学校ウェブサイトで閲覧できる。

## 敷地・校舎

### 屋外
- 敷地内を流れる「犬尾川」
- 犬尾川にかかる3つの橋と名称の由来。
  - 「かしわ橋」（佐世保南高等学校の校章に由来）
  - 「かつら橋」（旧制佐世保中学校の校章に由来）
  - 「さくら橋」（佐世保高等女学校の校章に由来）
- 庭
  - 中庭
  - 万葉園 - 万葉集にちなんだ植物が植えられている。
- 四種のさくら
  - 「寒桜」
    - 1941年（昭和16年）に佐世保南高の前身・旧制佐世保中学が保立町（現在の旧八幡小学校跡地）から日宇町（現在地）に移転した記念に植樹された。

  - 「緋寒桜」
  - 「ソメイヨシノ」
  - 「シダレザクラ」
- 記念碑
  - 飛翔の像
  - 佐中の像 - 旧制佐世保中学校の記念碑。
  - 創立50周年記念時計塔
  - 下村脩博士顕彰碑

### 屋内
- 校舎
- 旧校舎「西館」
- 音楽棟 「和敬館」
- 体育館
- 第二体育館「自彊館」- 2階建て。1階は柔道場・剣道場。2階は小体育館。
- 外国文化室(和室)

## 学校行事

### 前期
- 4月

- 始業式、入学式、育友会（PTA）入会式、対面式
高1宿泊研修 - 就学時の中学から高校への移行期・高校学習導入期に高校生としての学習習慣・生活習慣の早期定着を目的に行う。
- 5月 - 前期生徒総会、育友会総会、おにぎりサービス（全校生徒が協力し、高総体に向け練習に励む生徒たちに、おにぎりを提供。）
- 6月 - 高総体壮行会、高総体、特別講演会、前期中間考査
- 7月

- 野球部・吹奏楽部壮行会、校内（球技）大会、夏季補習（〜8月）、オープンスクール
学習合宿 - 1年と3年が対象。1年は4泊5日、3年は6泊7日、夏季に宿泊施設にて集中学習を行う。（7月末〜8月始め）
- 8月 - （オープンスクール）平和学習会（9日 長崎原爆の日）、体育祭リハーサル
- 9月 - 体育祭、文化祭、前期期末考査（〜10月）
- 10月前半 - 前期終業式、秋休み

### 後期
- 10月後半 - 後期始業式、人生の達人セミナー
- 11月 - 県総文祭、地域清掃、後期生徒総会、後期中間考査（〜12月）
- 12月 - 高2修学旅行（3泊4日、中華人民共和国 北京）、三者面談、冬季補習（高3は1月まで）
- 1月 - 大学入試センター試験、マラソン大会（学校から猫山ダムまでの坂道を往復。男子15.2km、女子7.3km）、高1百人一首大会
- 2月 - 1日-開校記念日、高校推薦入試、学年末考査（1・2年）
- 3月 - 卒業式、同窓会入会式、校内（球技）大会、前期終業式（修了式）、海外短期研修（春休み中6泊7日、2011年（平成23年）3月の訪問先はカナダ ブリティッシュコロンビア州 チリワック市[17]であった。）

## 姉妹校
- 首都師範大学附属中学（中華人民共和国 北京市）
  - 毎年、修学旅行の際に交流を行っている。
- ビスタマリエタ高校（アメリカ合衆国 カリフォルニア州）[10][18]

## 制服
- 色は「紺色」
  - 男子 - 学生服（学ラン）
  - 女子 - ブレザー、ネクタイ

## 部活動

### 運動部
- 応援団
- 空手部（同好会）
- 剣道部
- サッカー部
- 山岳部（現在休部中）
- 柔道部
- 水泳部
- ソフトテニス部
- 卓球部
- テニス部
- バスケット部
- バドミントン部
- バレーボール部
  - 2004年（平成16年）3月26日 - 第35回全国高等学校バレーボール選抜優勝大会（春の高校バレー）で優勝 [19]。
- バトン部
- 野球部
- ラグビー部
- 陸上部

### 文化部
- 演劇部
- 家庭部
- コーラス部 - 現在、県北（佐世保市以北で離島を含まず）の高校で唯一の混声合唱団である。
- 茶道部
- 写真部
- 情報通信部
- 書道部
- 吹奏楽部
- 美術部
- 文芸部
- 邦楽部
- 放送部
- 科学部
- ESS（English Speaking Society）部（同好会）
- JRC（Junior Red Cross）部

### 活動成績
男子バレーボール部
2003年（平成15年）8月　長崎ゆめ総体にて準優勝 
2004年（平成16年）3月　第35回全国高等学校バレーボール選抜優勝大会（春高バレー）にて全国優勝
コーラス部
1971年（昭和46年）- 第26回西部合唱コンクール 銅賞
1982年（昭和57年）- 第37回九州合唱コンクール長崎県大会 金賞
1983年（昭和58年）- 第38回九州合唱コンクール長崎県大会 金賞
2006年（平成18年）- 第61回九州合唱コンクール長崎県大会 銀賞
2011年（平成23年）- 第66回九州合唱コンクール長崎県大会 銅賞
吹奏楽部
1968年（昭和43年）- 第13回西部吹奏楽コンクール第5位
1973年（昭和48年）- 第18回西部吹奏楽コンクール銅賞
1974年（昭和49年）- 第19回西部吹奏楽コンクール
1975年（昭和50年）- 第20回西部吹奏楽コンクール銅賞
1976年（昭和51年）- 第21回西部吹奏楽コンクール銅賞
1977年（昭和52年）- 第22回西部吹奏楽コンクール銅賞
1978年（昭和53年）- 第23回西部吹奏楽コンクール銀賞
1979年（昭和54年）- 第24回西部吹奏楽コンクール銀賞
1980年（昭和55年）- 第25回西部吹奏楽コンクール銅賞
1981年（昭和56年）- 第26回西部吹奏楽コンクール銅賞
1982年（昭和57年）- 第27回九州吹奏楽コンクール銀賞
1983年（昭和58年）- 第28回九州吹奏楽コンクール銅賞
1985年（昭和60年）- 第30回九州吹奏楽コンクール銀賞
1988年（昭和63年）- 第33回九州吹奏楽コンクール銀賞
1989年（平成元年）- 第34回九州吹奏楽コンクール銀賞
1991年（平成3年）- 第36回九州吹奏楽コンクール銅賞
1992年（平成4年）- 第37回九州吹奏楽コンクール銅賞
1993年（平成5年）- 第38回九州吹奏楽コンクール銅賞
2000年（平成12年）- 第45回九州吹奏楽コンクール銅賞
2001年（平成13年）- 第46回九州吹奏楽コンクール銀賞、第27回佐世保支部アンサンブルコンテスト銀賞　　　
2002年（平成14年）- 第47回九州吹奏楽コンクール銀賞
2003年（平成15年）- 第48回九州吹奏楽コンクール金賞、第30回長崎県アンサンブルコンテスト金賞
2004年（平成16年）- 第49回長崎県吹奏楽コンクール金賞、第30回九州アンサンブルコンテスト銀賞
2005年（平成17年）- 第50回長崎県吹奏楽コンクール金賞、第31回九州アンサンブルコンテスト銀賞
2006年（平成18年）- 第51回長崎県吹奏楽コンクール金賞、第32回九州アンサンブルコンテスト金賞
2007年（平成19年）- 第52回長崎県吹奏楽コンクール金賞、第34回長崎県アンサンブルコンテスト金賞
2008年（平成20年）- 第53回長崎県吹奏楽コンクール金賞、第35回長崎県アンサンブルコンテスト金賞
2009年（平成21年）- 第54回九州吹奏楽コンクール銀賞、第36回長崎県アンサンブルコンテスト金賞
2010年（平成22年）- 第55回長崎県吹奏楽コンクール金賞、第37回長崎県アンサンブルコンテスト銀賞
2011年（平成23年）- 第56回九州吹奏楽コンクール銀賞、第37回九州アンサンブルコンテスト銀賞
2012年（平成24年）- 第57回長崎県吹奏楽コンクール金賞、第38回九州アンサンブルコンテスト銅賞
2013年（平成25年）- 第58回長崎県吹奏楽コンクール銀賞、第39回九州アンサンブルコンテスト銀賞
2014年（平成26年）- 第59回長崎県吹奏楽コンクール銀賞、第40回九州アンサンブルコンテスト銀賞
2015年（平成27年）- 第60回長崎県吹奏楽コンクール銀賞、第42回長崎県アンサンブルコンテスト銀賞
2016年（平成28年）- 第61回長崎県吹奏楽コンクール銀賞、第42回九州アンサンブルコンテスト銀賞

## 同窓会
- 校章にちなみ、「柏葉会」（はくようかい）と称している。

## 著名な出身者
佐世保中学校時代の出身者は長崎県立佐世保中学校 (旧制)#著名な出身者・卒業生を参照。
- 海老原靖芳 - 放送作家
- 金子成人 - 脚本家 （1997年度向田邦子賞）
- 久保ミツロウ - 漫画家
- 三遊亭らっ好 - 落語家（五代目三遊亭圓楽一門会所属）
- 萩坂拓也 -実業家（GMO NIKKO 取締役)
- 関潤 - 実業家
- たいらいさお - 3代目うたのおにいさん（NHK おかあさんといっしょ）
- 冨永純正 - 駐コンゴ民主共和国特命全権大使
- 朝長則男 - 佐世保市長（現職・2007年（平成19年）4月30日就任、4期目）
- 原田泳幸 - 日本マクドナルドHD（株）、日本マクドナルド（株）代表取締役会長兼社長兼最高経営責任者（CEO）
- 平尾由希 - NHKキャスター（NHK BSニュース）
- 福島昭英 - 元マイクロソフト（株）常務取締役／相談役
- 松木正恵 - 早稲田大学教育学部教授
- 本野大輔 - 讀賣テレビ放送アナウンサー（2005年入社）
- 光武顕 - 佐世保市長（前職・1995年（平成7年）4月30日-2007年（平成19年）4月、3期12年）
- 山野内勘二 - 駐カナダ特命全権大使、元外務省経済局長、元内閣総理大臣秘書官
- 吉葉龍志郎 - アニメーション作家、映像作家、ディレクター
- 齋藤聡 - 第36代海上幕僚長

## アクセス
- 最寄りの駅
  - JR九州 佐世保線　「日宇駅」から徒歩10分。
- 最寄りのバス停
  - 西肥バス（させぼバスも含む） 　「桜馬場」バス停、「南高校前」バス停下車。
- 最寄りの国道
  - 国道35号

## 周辺
官公署
- 佐世保市役所 日宇地域支所

金融機関、郵便局
- 十八親和銀行

- 日宇支店
- 黒髪支店

- 日宇郵便局
- 黒髪郵便局

学校、保育施設
- 佐世保市立日宇中学校
- 佐世保市立日宇小学校
- 佐世保市立大塔小学校
- 佐世保市立黒髪小学校
- 菫ヶ丘幼児園（すみれがおか）

その他
- 日宇川
- 犬尾川
- 日宇ニュータウン
- ジャパネットたかた本社
- 九十九島せんぺい本舗工場